# 트랜스여성
트랜스여성( - 女性, 영어: trans woman, trans-woman, transwoman)는 출생 지정 성별은 남성이나 여성의 성정체성을 가진 트랜스젠더이다. 트랜스젠더 여성은 트랜스섹슈얼 여성과 일대일 대응하는 말이 아니다. "트랜스젠더"란 성전환자(트랜스섹슈얼)를 포함하는 다양한 젠더를 가리키는 포괄적 용어이다.

## 개관

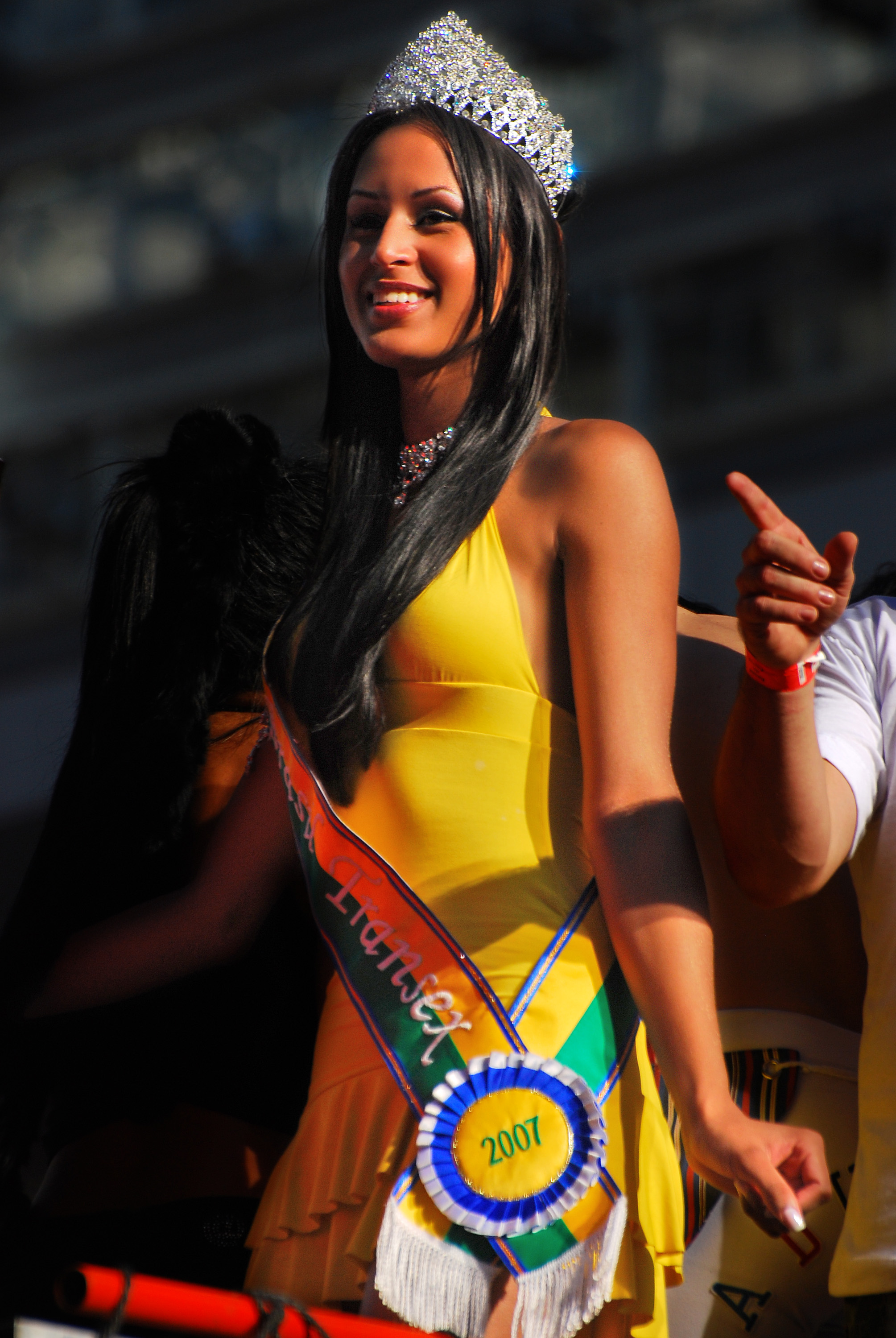
상파울루 게이 프라이드 퍼레이드의 트랜스여성

"지정된 성"(Assigned sex)이란 아기가 태어났을 때, 그 생식기의 모습에 따라 정해지는 성이다.
"성 정체성"(Gender identity)이란 어떤 사람이 개인적으로 생각하는 자기 자신의 사회적 성별(gender)이다. 이것은 태어났을 때 정해지는 생물학적 성별(sex)과 다를 수 있다.
"성전환"(Transition)이란 그 사람이 스스로를 규정하는 젠더와 일치하는 사회적 개인적 정체성을 찾아가는 과정이며, 이 과정에서 의료 행위(호르몬 치료 또는 성전환 수술 등), 공문서 변경(성별정정 등), 개인적 표출(의복, 장신구, 목소리 등)들이 있을 수도 있고 없을 수도 있다.
트랜스섹슈얼 여성과 트랜스젠더 여성은 모두 성 정체성 장애를 경험하며, 자신의 성 정체성과 생물학적 성별의 불일치, 그리고 또는 사회적으로 부여되는 성역할, 1차 및 2차 성징으로 인해 심각한 고통과 불편을 겪을 수 있다.
트랜스섹슈얼 여성과 트랜스젠더 여성은 모두 성전환을 원하나, 의학적 성전환을 원하는 것은 트랜스섹슈얼 여성으로 한정된다. 트랜스여성을 위한 의학적 성전환 과정에는 에스트로겐 호르몬 요법을 통해 여성의 2차 성징(유방의 발달, 신체 지방의 재분배, 잘록한 허리 등)을 나타나게 하는 것이 있다. 성전환 수술이 동반된 의학적 성전환은 대부분의 경우 성별 불쾌감을 제거하고 심적 안정을 가져다준다.
마찬가지로, 트랜스남성이란 태어난 생물학적 성별은 여성이나, 그 성 정체성은 남성인 사람을 말한다.

## 성적 지향
모든 트랜스여성 또는 성전환자 여성이 이성애자(남자에게 끌린다)라고 생각하는 것은 매우 널리 알려진 오해이자 편견이다.
약 3000 명의 트랜스여성을 대상으로 이루어진 조사에서, 그들 중 23%만이 자기들이 이성애자(남자를 좋아함)라고 답변했으며, 31%는 양성애자, 29%는 동성애자(여자를 좋아함), 7%는 무성애자, 7%는 퀴어, 2%는 "기타"라고 대답했다.
여성에게 끌린다고 생각하는 트랜스여성은 트랜스레즈비언이라고 칭한다.

## 차별 문제
트랜스여성들은 상당한 수준의 차별과 트랜스포비아에 시달리고 있다. 미국에 거주하는 약 3000 명의 트랜스여성을 대상으로 이루어진 조사에서는 다음과 같은 결과가 나왔다.
- 자신의 젠더로 인해 일자리를 잃은 사람 36%
- 고용되어 있는 동안에 차별을 경험한 사람 55%
- 승진을 거부당한 사람 29%
- 의료를 거부당한 사람 25%
- 노숙자 보호시설에 간 경험이 있는 사람 중, 희롱을 경험한 사람 60%
- 자신의 성 정체성과 일치하지 않는 공문서를 제출했을 때, 33%는 희롱을 당했으며 3%는 물리적 폭력을 당했음.
- 경찰에게 희롱을 당한 경험을 보고한 사람이 20%이며, 그 중 6%는 물리적 폭력을, 3%는 성폭력을 경험했음. 25%는 경관에게 희롱까지는 아니더라도 무례한 대우를 받았다고 보고함.
- 감옥에 수감된 트랜스여성 중 40%는 재소자에게, 38%는 교도관에게 희롱을 경험했고, 21%는 물리적 폭력을, 20%는 성폭력을 경험했음

전미 폭력반대 프로그램 연합의 2010년 보고서에서, 2010년에 27명의 성소수자가 그들의 정체성으로 인해 살해당했으며, 그들 중 44%가 트랜스여성이었던 것으로 나타났다.

## 같이 보기
- 트랜스젠더 인물 목록
- 트랜스남성
- 트랜스여성주의